# Nitrure de fer
Le Nitrure de fer est le nom de composés chimiques composés d'azote et de fer. Le fer possède quatre nitrures :
- Fe2N (12023-20-0)
- Fe3N1+x (0,10 ≤ x ≤ 0,39)
- Fe4N (12023-64-2)
- Fe16N2

## Propriétés
Les nitrure de fer sont tous des poudres cristallines métallique grises, insolubles dans l'eau et se décomposant à des températures relativement basses.
Le nitrure de fer Fe2N se décompose par perte de molécule(s) de diazote à des températures inférieures à 400 °C pour produire des nitrures plus pauvres en azote.

## Risques pour la santé
Lorsqu'ils sont chauffés  à des températures suffisantes pour provoquer leur décomposition, ou exposé à l'humidité, les nitrures de fer émettent de l'ammoniac, toxique. Leur risque d'explosion est considéré comme modéré. L'inhalation de poussière ou de poudre de nitrure de fer peut provoquer des irritations du système respiratoire, voire une intoxication aiguë au fer ou une sidérose.

## Applications pour la recherche
Des solutions colloïdales de nanoparticules de nitrures de fer magnétiques est une option pour créer des ferrofluides.

## Applications pour l'industrie
Les nitrures de fer sont envisagés pour produire des aimants permanents pour moteurs et générateurs, en substitution aux matériaux contenant des terres rares.